# Sex, Love & Pain
Sex, Love & Pain è il terzo album in studio del cantante statunitense Tank, pubblicato nel 2007.

## Tracce
1. Coldest – 6:52
2. I'm Coming Home – 3:05
3. My Body – 3:51
4. Please Don't Go – 5:53
5. I Hate U – 5:15
6. Heartbreaker – 4:30
7. Who Dat – 3:49
8. When – 6:22
9. Wedding Song – 4:38
10. My Heart – 4:14
11. I Love U – 4:03
12. I Love Them Girls (Timbaland Remix) – 3:57